# 칸바 왕조
칸바(산스크리트어: कण्व)는 인도 동부와 중부의 일부 지역에서 숭가 왕조를 전복하고 기원전 73년에서 기원전 28년까지 마가다를 통치했던 왕조이다.
푸라나 문학은 칸바 왕조가 동인도의 마가다에 있는 숭가 왕조의 옛 수도인 파탈리푸트라에서 통치했음을 나타내지만, 그들의 동전은 주로 후기 숭가 통치자의 수도였던 중부 인도의 비디샤 지역과 그 주변에서 발견된다.
칸바 왕조는 기원전 73년에 바수데바 칸바에 의해 설립되었다. 바수데바는 처음에 숭가 황제 데바부티의 장관이었으며, 이후 이전 황제를 암살하고 왕좌를 찬탈했다. 칸바 통치자는 숭가 왕조의 왕이 이전 영토의 한 구석에서 계속해서 모호하게 통치하도록 허용했다. 네 명의 칸바 통치자가 있었다. 푸라나에 따르면 그들의 왕조는 기원전 28년에 사타바하나에 의해 끝났다.

## 역사
칸바 황제들은 브라만이었으며, 이들은 성인 사우바리의 후손이었다. 바수데바 칸바는 숭가 왕조의 데바부티를 죽이고 칸바 왕조의 통치를 확립했다.
칸바 왕조는 사타바하나에 의해 패배한 후 몰락했고 마가다 제국은 종말을 맞이했다. 사타바하나 왕조에 의한 칸바 왕조의 패배는 중앙 인도에서 국지적인 사건이었고, 수치적이고 서사적인 증거들은 마가다가 나중에 기원전 1세기부터 서기 2세기까지 카우샴비의 미트라 왕조의 패권 아래 들어갔음을 시사한다.
푸라나 문헌들은 칸바 왕조의 마지막 왕이 안드라 왕조를 세운 발리푸차에 의해 살해당했음을 제시하고 있으나, 이를 뒷받침할 수 있는 수리학적, 고고학적 증거가 부족하다.

## 역대 황제
칸바 왕조의 첫 번째 통치자는 바수데바였으며 그의 이름을 따서 고트라 왕조가 명명되었다. 칸바의 자리는 그의 아들 부미미트라가 계승했다. 부미미트라 전설이 새겨진 동전이 판찰라 영역에서 발견되었다. "칸바스야"라는 전설이 있는 구리 동전도 비디샤와 밧사 영역의 카우샴비에서 발견되었다. 부미미트라는 14년 동안 통치했으며 나중에 그의 아들 나라야나가 계승했다. 나라야나는 12년 동안 통치했다. 그의 자리는 칸바 왕조의 마지막 황제인 그의 아들 수샤르만이 계승했다.
| 황제            | 통치 (기원전)  | 기간 |
| --------------- | -------------- | ---- |
| 바수데바 칸바   | 기원전 73~64년 | 9    |
| 부미미트라 칸바 | 기원전 64~50년 | 14   |
| 나라야나 칸바   | 기원전 50~38년 | 12   |
| 수사르만 칸바   | 기원전 38~28년 | 10   |

## 같이 보기
- 인도의 역사
- 힌두교의 역사